# Adolf Hühnlein

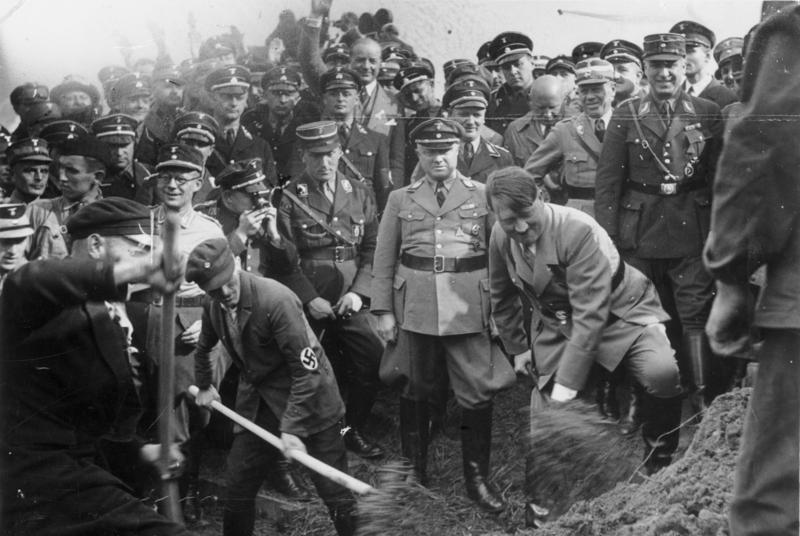
Adolf Hühnlein (derrière Hitler, la main à la taille) pour l'inauguration d'une Reichsautobahn en 1933.

Adolf Hühnlein, né le 12 septembre 1881 à Neustädtlein am Forst (sur la commune de Eckersdorf) et mort le 18 juin 1942 à Munich, est un dirigeant du Nationalsozialistischen Kraftfahrkorps (NSKK), avec le titre de SA-Obergruppenführer.

## Biographie
Né dans une famille d'agriculteurs, il étudie au lycée de Bayreuth et entreprend ensuite une carrière d'officier. Il intègre l'école militaire bavaroise entre 1901 et 1902 puis l'académie militaire bavaroise entre 1909 et 1912. Pendant la Première Guerre mondiale, entre 1914 et 1918, Hühnlein combattit en tant que commandant de compagnie, commandant de bataillon et enfin comme un officier d'état-major.
Après la guerre, il devient commandant de compagnie dans les corps francs de Franz von Epp puis intègre la Reichswehr. Avec son unité de soldats, il rencontre dans une brasserie le jusqu'alors inconnu Adolf Hitler à Jüterbog. Il quitte l'armée à l'automne 1923. En tant que membre de l'organisation Reichskriegsflagge, Hühnlein participe en novembre 1923, au Putsch de la Brasserie et est emprisonné six mois dans la prison de Landsberg.
En 1924, après son départ de la Reichswehr où il tenait le poste de Obersten SA-Führung, il devient, en 1925, quartier-maître du NSDAP. Ernst Röhm nomme d'abord Hühnlein SA-Obergruppenführer puis, en 1927, lui donne le titre de SA-Kraftfahrwesens. En 1930, Hühnlein fonde les SA-Motortrupps puis le Nationalsozialistische Automobilkorps (NSAK). En 1931, il crée le NSKK qui est une subdivision de la SA.
En juin 1933, il est nommé NSKK-Korpsführer chargé d'organiser la fusion du département d'ingénierie automobile de la SA et du NSKK. La même année, il est élu comme membre du Reichstag. Le 1er septembre 1934, à la suite de l'assassinat d'Ernst Röhm, Hitler le nomme Korpsführer du NSKK. En outre, il a été nommé « Président de l'Autorité suprême nationale des sports automobiles allemands ».
Hühnlein est promu major-général en 1936. Le 8 novembre 1938, un rapport du Völkischer Beobachter présente Hühnlein et l'ingénieur en chef Winfelmann dans une voiture de record de 5,4 l sur la Reichsautobahn Munich-Berlin avec laquelle ils ont parcouru 527 km en environ 4 heures. Le 22 février 1940, Hühnlein devient « Représentant pour le transport motorisé de l'économie de guerre » ; son supérieur direct est alors Hermann Göring. Hühnlein a également été administrateur de la Société des autoroutes, membre du Conseil Transports du Reich (Reichsverkehrsrates) et de la Chambre du travail du Reich (Reichsarbeitskammer). Au cours de la Seconde Guerre mondiale, il est le commissaire de transport motorisé de l'économie de guerre.
À titre posthume, Adolf Hühnlein a reçu lors de ses funérailles d'État la plus haute distinction du Troisième Reich : l'Ordre allemand.
Sous la direction d'Adolf Hühnlein, le NSKK a été une organisation paramilitaire au service de l'armée et de l'État dont la mission était de porter assistance aux conducteurs. Le NSKK a également été utilisé pour organiser les transports dans les territoires occupés et les déportations vers les camps d'extermination. Erwin Kraus (de) a succédé à Adolf Hühnlein à la tête du NSKK en 1942.